# 花鳥籠
『花鳥籠』（はなとりかご）は、深志美由紀による日本の官能小説集。第1回団鬼六賞優秀賞受賞作。表題作の他、「おれの繭子」を併録。
2013年に映画化された。

## 映画
2013年11月23日に公開された。監督はヨリコジュン、主演は森野美咲。
2014年4月2日にクロックワークスよりDVD化された。

### キャスト
- 寧子 - 森野美咲[1]
- シュウ - サトウケンジ
- エリカ - 琥珀うた
- 太田信吾
- 村上隆文
- 福田ゆみ
- 三藤守弘
- スガマサミ
- 速水今日子

### スタッフ
- 監督：ヨリコジュン
- 製作：藤本款・重村博文
- プロデューサー：山口幸彦
- 原作：深志美由紀
- 脚本：池田智美
- 撮影監督：倉本和人
- 照明：淡路俊之
- 録音：飴田英彦
- 編集：米田博之
- 音楽：鈴木ヤスヨシ
- 音楽監督：花崎雅芳
- 音楽協力：カプリチオ・ミュージック
- 配給：「花鳥籠」製作委員会
- 製作：「花鳥籠」製作委員会